# Hygrotus inscriptus
Hygrotus inscriptus es una especie de escarabajo del género Hygrotus, familia Dytiscidae. Fue descrita científicamente por Sharp en 1882.

## Distribución geográfica
Habita en Europa y norte de Asia (excepto China).